# Clark Gayton

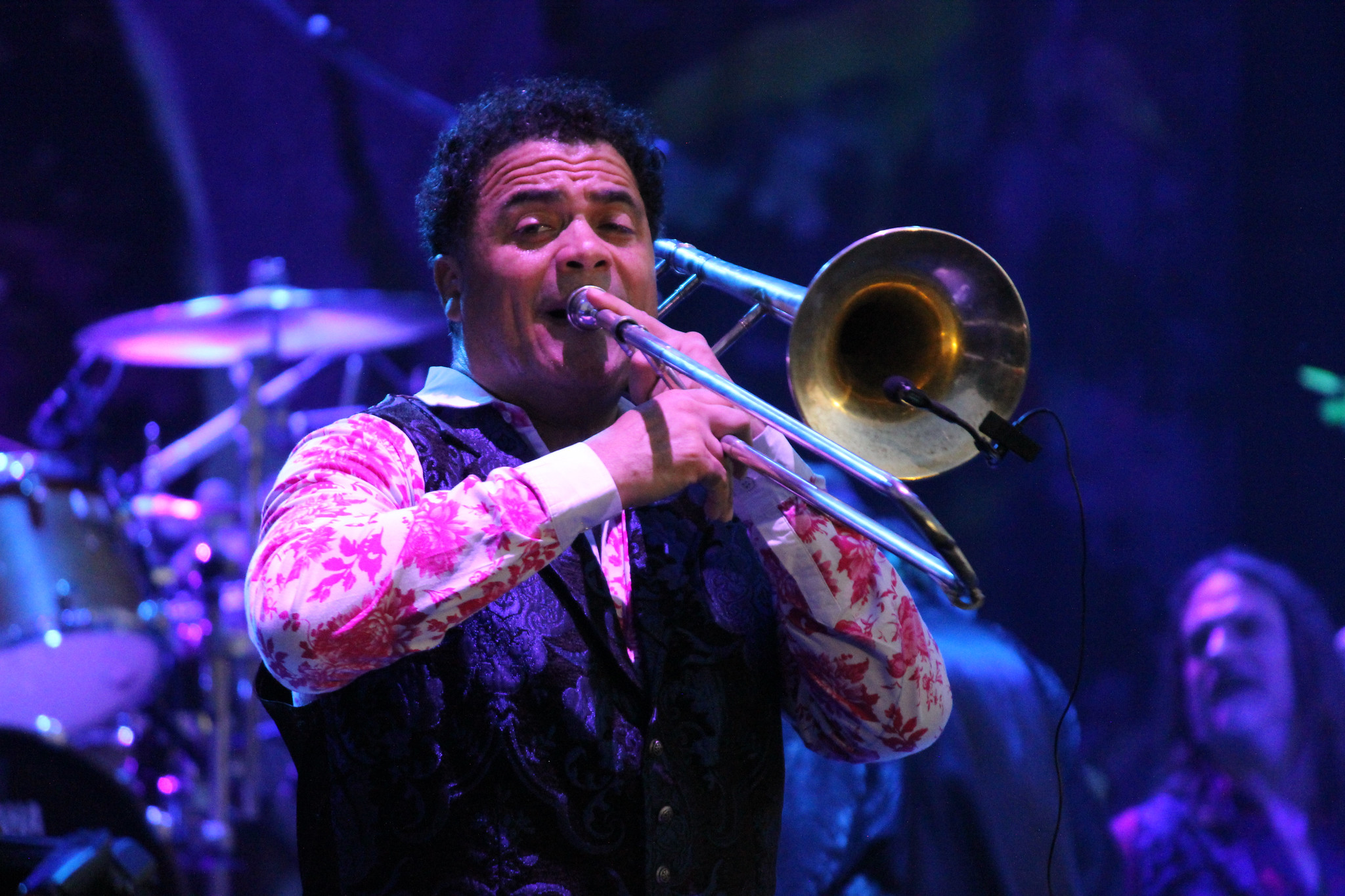
Clark Gayton, 2019

Carver Clark Gayton Jr. (* 18. Januar 1963 in Seattle) ist ein US-amerikanischer Jazzmusiker (Posaune, auch Kornett, Euphonium, Tuba, Piano) des Modern Jazz.

## Leben und Wirken
Gayton studierte nach Abschluss der Highschool 1981 mit einem Stipendium an der Berklee School of Music in Boston bis zum Abschluss 1984. Anschließend zog er nach Oakland, bevor er ab 1987 in New York City arbeitete. Erste Aufnahmen im Bereich des Jazz entstanden 1992 mit dem Bob Belden Ensemble (Puccini’s Turandot, Blue Note); seitdem spielte er mit Musikern wie Charles Tolliver, Lionel Hampton, McCoy Tyner, im Count Basie Orchestra und Duke Ellington Orchestra (Ghost Bands), in der Mingus Big Band, mit Ted Nash, Ben Allison, im Carnegie Hall Jazz Orchestra, mit Nancy Wilson und Ray Charles. Außerdem tourte Gayton als Mitglied der Seeger Sessions Band mit Bruce Springsteen (Live in Dublin, 2007).
Gayton wirkte ferner als Sessionmusiker bei Aufnahmen von Prince, Rihanna, Steel Pulse, Wyclef Jean, Queen Latifah, Tom Jones, Quincy Jones, Sting, Whitney Houston, Stevie Wonder, Santana, The Skatalites und Bad Brains mit. Unter eigenem Namen spielte er 1993/94 das Album Don't Try to Question ein, an dem u. a. James Zollar, Patience Higgins, Jay Rodriguez und Tommy Campbell mitwirkten.
Im Bereich des Jazz war Gayton zwischen 1992 und 2015 an 52 Aufnahmesessions beteiligt, u. a. auch mit John Fedchock, Bobby Previte, David Binney, Peter Herborn, George Gruntz, Marty Ehrlich, Steven Bernstein, Dave Stryker, Michael Blake (Combobulate, 2022) und beim Soundtrack des Films Kansas City. 2018 spielte er in Craig Handys Formation 2nd Line Smith.  Gayton ist auch im Soundtrack der Spielfilme Sweet and Lowdown (1999), The Christmas Chronicles (2018) and All the Beautiful Things (2014) zu hören, ebenso auf John Luries Soundtrackalbum Painting with John (2024).

## Diskographische Hinweise
- Clark Gayton & Neatherealm – Don't Try To Question 1995 (Ritual)
- Neatherealm – JahMerican Jazz (Ritual)
- Clark Gayton – Walk the Water 1999 (Ritual)
- Clark Gayton – Sankofa! 2003 (Ritual)
- Clark Gayton – Best of Clark Gayton 2008 (Ritual)